# بيليساريو سوسا
بيليساريو سوسا هو طبيب وسياسي بيروفي، ولد في 1846، وتوفي في 13 فبراير 1933. نشط حزبياً في الحزب الدستوري. وقد انتخب عضو مجلس شيوخ بيرو ‏.